# Sir Kay

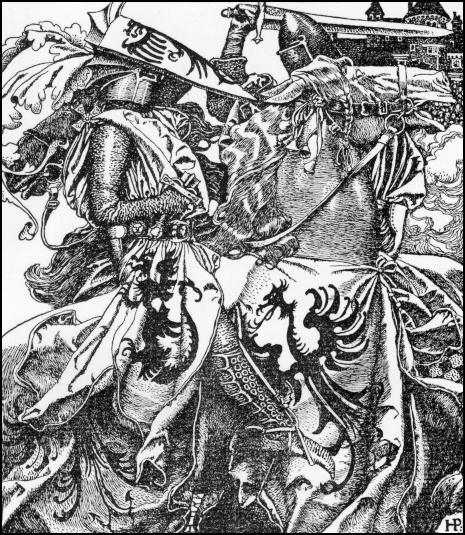
Sir Kay rompió su espada en el torneo, por Howard Pyle.

En las leyendas sobre el rey Arturo, Sir Kay el Senescal (también Keu, del galés Cai, Cei, Kai o Kei) es hijo de Sir Héctor, padre adoptivo del rey Arturo, y por tanto hermanastro de Arturo. Se convirtió en su senescal y portaestandarte, y también en uno de los primeros caballeros en integrar la Mesa Redonda de Camelot. En algunas versiones de la leyenda artúrica, Kay es conocido por los escarnios dirigidos a otros caballeros. Se trata de uno de los personajes más antiguos asociados con Arturo.
En las obras La Vulgata, La muerte de Arturo y otras, el padre de Sir Kay adopta al rey Arturo cuando este era un bebé, desconociendo su real identidad; gracias a una intervención de Merlín. Arturo crece siendo escudero de Sir Kay. La identidad de Arturo es revelada cuando extrae la espada en la piedra, durante un torneo en Londres, por accidente tras haber perdido la espada de Kay. De manera oportunista, Kay intenta quedarse con el crédito por la hazaña, pues sabía que aquel que extrajese la espada sería coronado rey de Inglaterra. Al final, Kay se retracta y reconoce el mérito de Arturo, ante quien se arrodilla y rinde juramento de lealtad.